# Mackenrode (Landkreis Eichsfeld)
Mackenrode település Németországban, azon belül Türingiában. Lakosainak száma 305 fő (2023. december 31.).

## Népesség
A település népességének változása:
| Lakosok száma | 301  | 305  | 313  | 310  | 305  | 305  |
|               | 2014 | 2017 | 2019 | 2021 | 2022 | 2023 |